# Serra de la Torre (Sant Esteve de la Sarga)
La Serra de la Torre és una serra del terme municipal de Sant Esteve de la Sarga, del Pallars Jussà. Aquesta serra davalla des del Tossal de Vilabella, on entronca amb la Serra d'Alsamora, i baixa cap a la vall del barranc de la Clua, aproximadament a mitjana distància de la Clua i la Torre d'Amargós.